# Sumas Mountain
Sumas Mountain är ett berg i Kanada.   Det ligger i provinsen British Columbia, i den södra delen av landet, 3 500 km väster om huvudstaden Ottawa. Toppen på Sumas Mountain är 392 meter över havet, eller 97 meter över den omgivande terrängen. Bredden vid basen är 1,2 km.
Terrängen runt Sumas Mountain är huvudsakligen kuperad, men åt nordost är den bergig.Runt Sumas Mountain är det tätbefolkat, med 331 invånare per kvadratkilometer.. Närmaste större samhälle är Abbotsford, 6,2 km väster om Sumas Mountain.
I omgivningarna runt Sumas Mountain växer i huvudsak blandskog.